# Норман Стэнсфилд
Норман Стэнсфилд (англ. Norman Stansfield) — вымышленный персонаж и главный антагонист фильма Люка Бессона 1994 года «Леон». Коррумпированный и психически неуравновешенный агент Управления по борьбе с наркотиками (DEA) в исполнении Гэри Олдмана был назван одним из величайших злодеев кино. Признавая его влияние, MSN Movies описал персонажа Стэнсфилда как «роль, которая породила тысячи злодеев».

## Биография
О прошлом Стэна (как его называют коллеги) ничего не сообщается, неизвестно каким было его детство, молодость, учёба в школе и университете. Стэнсфилд — агент DEA, который нанимает отца девочки Матильды (Майкл Бадалукко) для хранения партии наркотиков в его квартире. Когда Стэнсфилд узнаёт об обмане со стороны того, он и его приспешники расстреливают всю семью этого человека, за исключением 12-летней Матильды (Натали Портман), которая нашла убежище у своего соседа и профессионального киллера по имени Леон (Жан Рено). По ходу фильма Матильда умоляет Леона научить её своему ремеслу, чтобы она могла убить Стэнсфилда и отомстить за убийство своего 4-летнего брата, единственного члена её семьи, которого она любила.
Стэнсфилд носит бежевый костюм, небрит, с часто растрёпанными волосами. Его описывали как психопата или социопата и как человека с неуравновешенной, непредсказуемой личностью; однако он также был отмечен за его отрицательное обаяние. Он поклонник классической музыки и сравнивает свои убийства с произведениями Бетховена. Он довольно красноречив, грамотен и скорее всего хорошо образован. На протяжении всего фильма он принимает лекарство в форме капсул, которое похоже на либриум, один из первых бензодиазепинов. Похвальные сравнения критики были сделаны с Джеком Торрансом, которого сыграл Джек Николсон в «Сиянии» (1980).
В течение всего фильма все подручные Нормана (кроме Бенни, чья судьба после гибели шефа остаётся неизвестной) погибают — одного из них застрелил отец Матильды, остальных троих убил Леон. В конце концов Стэну всё-таки удаётся убить Леона, но Леон пред смертью взрывает себя и его гранатой.